# جتساس

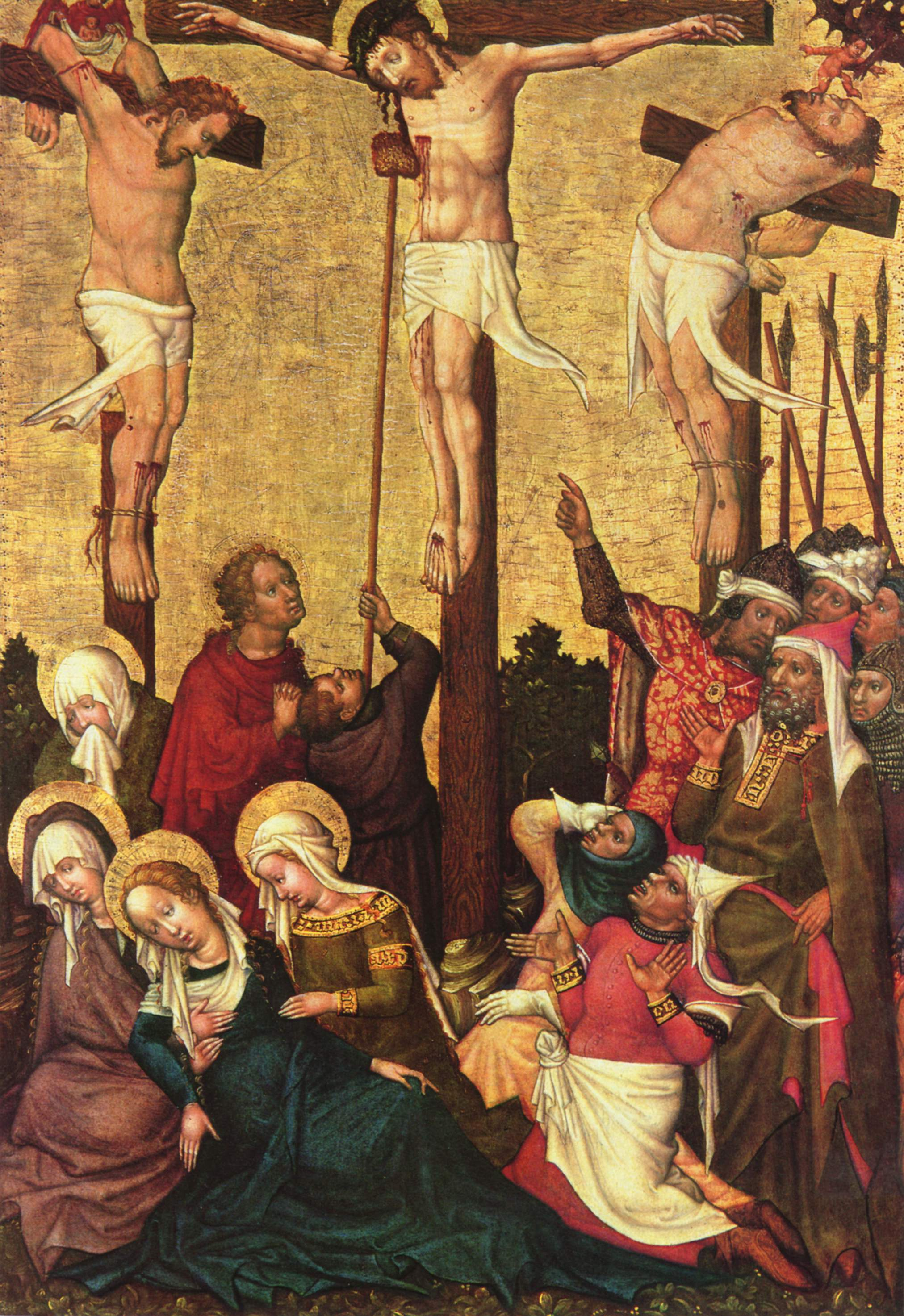
المسيح يتوسط اللصين غيستاس وديماس

جستاس هو اللص الأيسر الذي صلب مع يسوع المسيح، وبحسب العهد الجديد فقد سخر من ديماس اللص الأيمن الذي طلب الغفران من يسوع. وقد جاء ذكره أيضا في إنجيل الطفولة أو الإنجيل العربي، وجاء ذكره أيضا في حكايات ذهبية ليعقوب دا فرغانس.